# نهر العظيم
نهر العظيم أو نهر لِعْظيم هو نهر يجري من سد العظيم حتى يصب في نهر دجلة جنوب شرق الضلوعية، ويبلغ طوله 230 كيلومتراً، وهو رابع روافد نهر دجلة